# Viktorija Badrov
Viktorija Badrov (Bihać, 1952.), hrvatska je mezzosopranistica i umirovljena profesorica pjevanja.
Rođena je 1952. g. u Bihaću (Bosna i Hercegovina). Maturirala je u Glazbenoj školi Vatroslava Lisinskog u Zagrebu. Diplomirala je na Pedagoškoj akademiji - odsjek glazbe, te na Muzičkoj akademiji u Zagrebu u klasi prof. Ive Lhotke Kalinskog.
Od 1975. g radila je kao profesorica pjevanja u GŠ Frana Lhotke u Sisku, a od 1979. g. u Glazbenoj školi u Bihaću iz koje je protjerana zbog rata. 1992. godine dobiva stalno zaposlenje u GŠ Frana Lhotke u Sisku i u GŠ V. Lisinskog u Zagrebu. Od 1999. do 2019. g. radila je kao nastavnica solo pjevanja i komorne glazbe u GŠ Blagoje Bersa u Zagrebu. Bila je dugogodišnjom pročelnicom odjela za solo pjevanje. 
Za vrijeme dugogodišnjega radnog staža od čak 42 godine učenici prof. Badrov ostvarili su brojne nastupe u Hrvatskoj i inozemstvu. Na regionalnim, državnim i međunarodnim natjecanjima sa svojim učenicima osvajila je brojne nagrade (50). Također je bila članicom ocjenjivačkih sudova na regionalnim i državnim natjecanjima te je sudjelovala u izradi nastavnih planova i programa za srednje glazbene škole. Bila je mentorica mnogim mlađim kolegama i pripravnicima do polaganja stručnog ispita te članica Prosudbenog odbora pri polaganju stručnih ispita. Autorica je knjige arija i pjesama 17. i 18. st. – Poletimo pjesmom – riječ je o udžbeniku koji se koristi u nastavi solo pjevanja. Dobitnicom je Oskara znanja za 2015. i 2017. godinu.
Profesorica Badrov odgojila je brojne poznate pjevače, a neki od njih su Jacques Houdek, Matija Meić, Marija Lešaja, Martina Menegoni, Ivana Rushaidat i dr.